# Tommaso Gaudenzio Bezzi
Tommaso Gaudenzio Bezzi (Turim, 18 de janeiro de 1844 — Rio de Janeiro, 23 de maio de 1915) foi um engenheiro e arquiteto italiano radicado no Brasil desde 1875. Trabalhou para a Corte Imperial Brasileira no final do século XIX em várias cidades do país, como Fortaleza, Rio de Janeiro e São Paulo. Sua obra de maior destaque é o edifício-monumento Museu do Ipiranga, museu público mais antigo de São Paulo que faz parte conjunto arquitetônico do Parque da Independência, tombado como patrimônio de valor histórico pelo IPHAN.

## Juventude na Itália e formação
Tommaso Bezzi nasceu em Turim, na Itália, no ano de 1844. Na adolescência, é voluntário nas campanhas de Giuseppe Garibaldi pela unificação italiana, chegando até a receber medalhas por sua atuação em combate. Em 1860, luta e é ferido duas vezes, na Batalha de Milazzo e de Cápua. Em 1866, como oficial do exército regular, combate os austríacos na Batalha de Custoza. Nesse ínterim entre as batalhas, ingressa na Universidade de Turim e forma-se como engenheiro. Com a derrota de Garibaldi para os franceses em 1868, decide abandonar a farda e emigra da Itália para a América do Sul.

## América do Sul
O primeiro país que Bezzi visita em 1868 é o Uruguai. Logo depois muda-se para Argentina, onde fica até 1975 e é quando começa a ser reconhecido por seu trabalho como arquiteto. Em Buenos Aires, desenvolve projetos de residências, prédios, boulevards e faz parte do processo de modernização arquitetônico da capital na época.

## Brasil
Bezzi chega ao país em 1875. Seu primeiro projeto como arquiteto em terras brasileiras é o edifício da alfândega de Fortaleza, capital da Província do Ceará, a pedido do governo imperial.

### Rio de Janeiro
Tommaso muda para o Rio de Janeiro em 1875 e nos primeiros meses de estadia, hospeda-se na residência do Visconde do Rio Branco, importantíssima figura política da época e que introduz o arquiteto ao círculo de amizade de D. Pedro II. Em 26 de janeiro de 1876, Tommaso Bezzi se casa com Francisca Nogueira da Gama Carneiro de Bellens, de família nobre tradicional brasileira. A união serve para estreitar ainda mais as relações do arquiteto com o imperador e o fixar definitivamente no Brasil. Bezzi tinha a simpatia de outras personalidades da época, como Joaquim Nabuco, Quintino Bocaiuva e Rui Barbosa, o que foi importante para aproximá-lo dos empreendimentos relevantes da época.
No Rio, foi responsável pelo projeto do antigo Banco do Comércio (hoje demolido) em 1882 e pela reforma do Palácio do Itamaraty, na virada do século. Sua obra de maior expressão em terras fluminenses é o edifício-sede do Clube Naval, localizado na Av. Rio Branco, que teve sua construção iniciada em 1905 mas só foi inaugurado em 1910.

### São Paulo
Além do Museu do Ipiranga, Bezzi tem outras duas obras importantes em São Paulo. A primeira delas é a Praça da República, projeto feito entre 1902 e 1904 a pedido do primeiro prefeito de São Paulo, conselheiro Antonio da Silva Prado. A outra é o Velódromo de São Paulo, pista de ciclismo que veio a ser o primeiro estádio de futebol do Brasil. Em 1895, Bezzi é novamente chamado pelo prefeito para melhorar as instalações da pista de ciclismo, em especial da arquibancada. Em 21 de junho de 1896, o Velódromo de São Paulo é reinaugurado para o ciclismo. A partir de 1900, o Club Athlético Paulistano passa a usar o espaço como sede, o que abriu o espaço para o uso do Velódromo como estádio.

#### Museu do Ipiranga

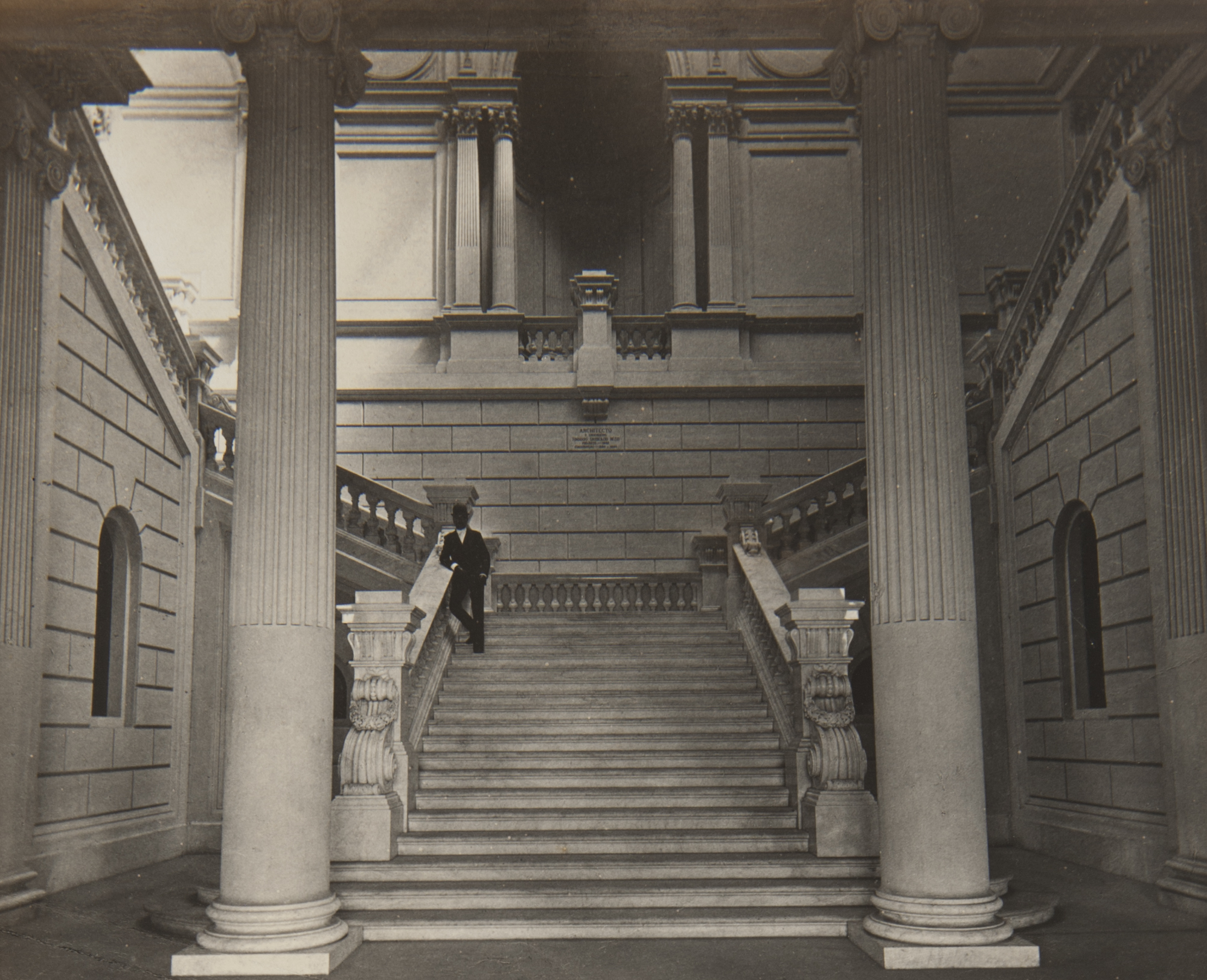
Bezzi na escadaria do edifício-monumento, em registro de Guilherme Gaensly.

O Museu do Ipiranga é a obra mais importante e mais conhecido de Tommaso Gaudenzio Bezzi. A construção de um grandioso monumento em homenagem à Proclamação da Independência vinha sendo planejado desde 1822 — José Bonifácio autorizou a abertura de uma subscrição pública para a construção de uma obra comemorativa em 1823. Mas a ideia só veio a se concretizar anos com a criação da Comissão do Monumento, em 1873. A Câmara Municipal da Imperial Cidade de São Paulo nomeou 28 membros para cuidar dos assuntos relacionados ao projeto e foi no interior desta comissão que se consolidou a ideia de criar uma obra não apenas escultural, mas arquitetônica, que tivesse utilização prática e cultural.
Em 1822, Bezzi é indicado pela Comissão para elaborar o projeto do Museu Paulista, graças à influência direta do imperador. A primeira pedra do monumento é colocada no dia 10 de outubro de 1882. Em janeiro de 1883, a Comissão nomeia outro grupo, de engenheiros, para opinar e fazer alterações no projeto de Bezzi - entre eles, o italiano Luigi Pucci. Em maio do mesmo ano, o projeto passa pela aprovação total das comissões, bem como a de D. Pedro II. As obras tem início em 25 de março 1885.
Porém, as relações entre Bezzi, o Governo do Estado e o responsáveis pelo empreendimento não foi amigável. Mesmo em andamento, o projeto precisou ser alterado algumas coisas por conta de falta de fundos, o que deu início a uma série de desentendimentos entre o arquiteto e o resto do grupo. Em 1890 as obras são paralisadas. Bezzi tem seu contrario rescindindo em 1892 e é retirado do projeto em 1894, quando as obras são retomadas.
Mesmo inacabado, a inauguração solene do Museu do Ipiranga ocorre dia 7 de setembro de 1895.

## Anos finais e morte
Após sair do projeto do Museu do Ipiranga, Tommaso Bezzi volta ao Rio de Janeiro, onde retoma suas atividades profissionais e acompanha, à distância, a trajetória do edifício-monumento que projetou. Falece no dia 23 de maio de 1915.

## Impacto cultural e influências
Além de abrigar um dos maiores acervos culturais e históricos do país, é no aspecto arquitetônico que o projeto do Museu do Ipiranga foi um marco para a cidade de São Paulo. O estilo eclético do edifício-monumento serviu de modelo para inúmeras outras construções - os elementos estranhos ao que se era praticado, como colunatas duplas e detalhes ornamentais, passaram a ser visto em diversos casarões pela cidade.
Do aspecto geográfico, por se tratar de um espaço celebrativo, bucólico e de lazer, sempre foi responsável por um fluxo volumoso de visitantes, que ajudou com a urbanização do bairro.
Em relação à opinião pública, é fato que Tommaso Bezzi era uma figura conhecida. Além de fazer parte do círculo íntimo de amizade de D. Pedro II, o italiano foi o projetista responsável pela obra de maior destaque da virada do século no Brasil. As pessoas estavam ansiosas para ver o monumento finalizado e Bezzi foi pauta dos jornais da época diversas vezes. Seu trabalho agradou aos críticos principalmente por trazer novas técnicas e tendências arquitetônicas que para o país.

## Principais obras realizadas
- Edifício da Alfândega de Fortaleza, Fortaleza (1875)
- Antigo Banco do Comércio, Rio de Janeiro (1882)
- Velódromo de São Paulo, São Paulo (1896)
- Museu do Ipiranga, São Paulo (1885-1890)
- Palácio do Itamaraty, Rio de Janeiro (1898)
- Clube Naval, Rio de Janeiro (1905-1910)
- Praça da República, São Paulo (1902-1904)